# Wieża Ziębicka w Nysie

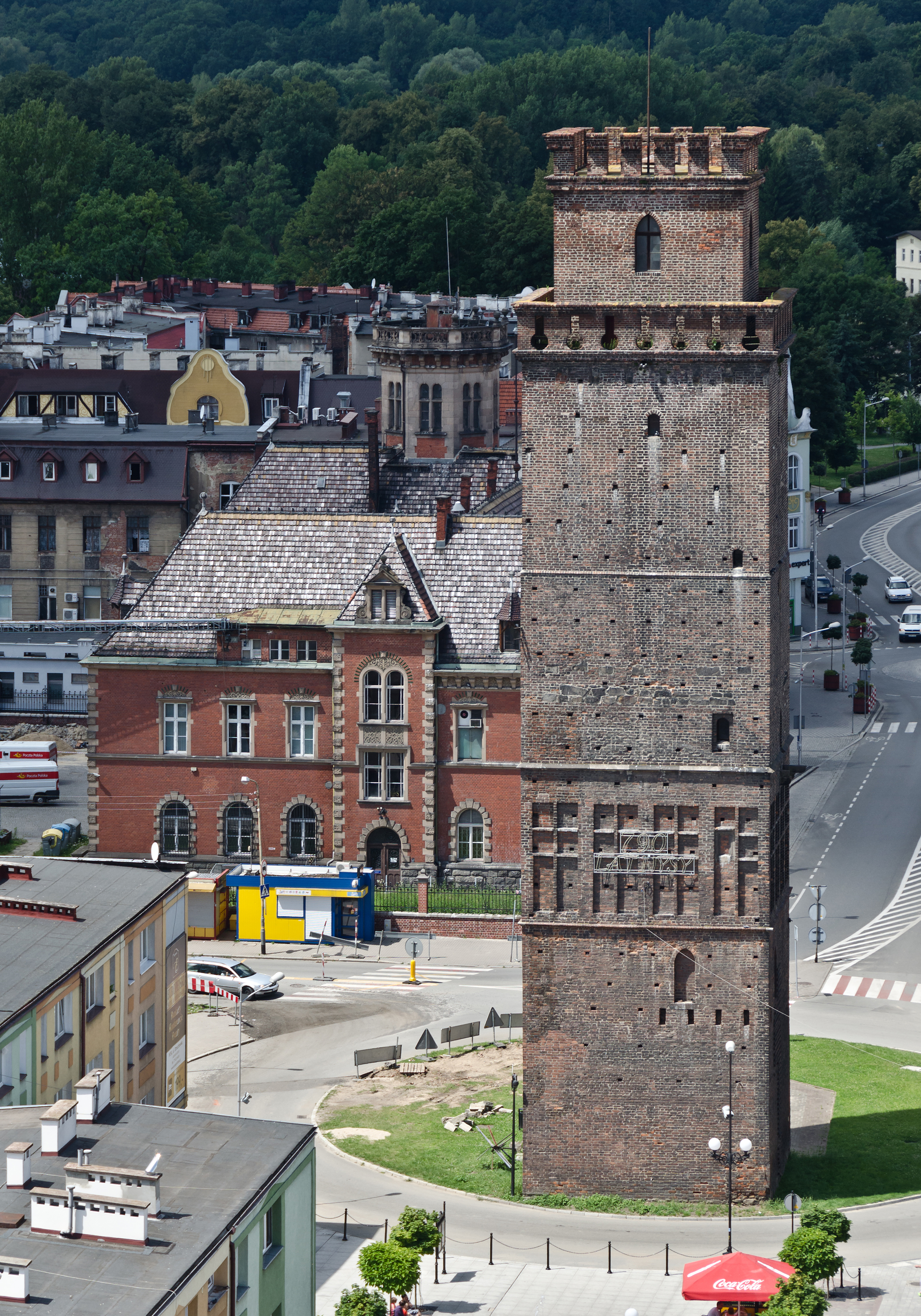
Wieża Ziębicka w Nysie

Wieża Ziębicka (Wieża Bramy Ziębickiej, niem. Münsterberger Turm) – jedna z dwóch zachowanych średniowiecznych wież bramnych w murach obronnych Nysy.

## Historia
Wieża została zbudowana wraz z murami warownymi w połowie XIV wieku, za czasów biskupa Przecława z Pogorzeli. Ten średniowieczny obwód umocnień obejmował 4 bramy i 28 baszt. Zbudowane wówczas mury miejskie były zbliżone wyglądem, choć większe od tych, jakie do obecnych czasów zachowały się w pobliskim Paczkowie. Biegły wzdłuż dzisiejszych plantów otaczających stare miasto, zaopatrzone zostały w baszty przybramne oraz wykusze. Wokół nich istniał także drugi mur zewnętrzny, o czym świadczy wzmianka o międzymurzu z 1414.
Wieża Bramy Ziębickiej to czworoboczna, gotycka budowla wzniesiona w roku 1350. Mimo upływu czasu prawie nie zatraciła swych cech stylowych. W okresie renesansu w XVI i XVII wieku została częściowo przebudowana i podwyższona, a w XIX wieku odnowiona i ponownie nadbudowana.
Dziś Wieża Ziębicka stoi samotnie, gdyż w XIX wieku rozebrano stare mury miejskie, aby połączyć zamknięte śródmieście z nowymi dzielnicami. Część dawnych fortyfikacji pozostała przy Dworze Biskupim, obok obecnego budynku głównego PWSZ i przy Bramie Wrocławskiej. Obecnie wieża jest dostępna sezonowo dla zwiedzających. Ze względu na swe położenie w centrum Nysy stanowi dobry punkt widokowy, z którego można oglądać panoramę miasta.

## Architektura
Czterokondygnacyjna wieża wybudowana ze zwykłej cegły z dodatkiem ciemniejszej zendrówki w
wątku polskim, tworzących razem deseń o charakterze dekoracyjnym. Na ścianach zewnętrznych znajdują się regularne kwadratowe otwory. Są to pozostałości po zbutwiałych drewnianych belkach, które pełniły funkcję rusztowania w czasie budowy wieży.
Najwyższa kondygnacja, znacznie węższa od pozostałych, posiada zwieńczenie w formie ozdobnego krenelaża. Obiega ją ganek o murowanym parapecie ze stylizowanymi strzelnicami kluczowymi.
W górnej części ścian kondygnacji dolnej (z wyjątkiem elewacji południowej) znajdują się po cztery prostokątne płyciny o podziałach krzyżowych zdwojonych. W górnych kondygnacjach okienka prostokątne i zamknięte ostrołukowo.
Wieża stanowiła samodzielny ośrodek obrony, dostępny jedynie z wysokości korony murów miejskich, na poziomie drugiej kondygnacji, gdzie zachował się zamurowany otwór wejściowy. Poniżej widoczne są kamienne konsole (kroksztyny), stanowiące niegdyś podstawę drewnianego pomostu.
Obecne wejście w przyziemiu wieży pochodzi z nowszych czasów. We wnęce nad tym wejściem umieszczono w 1922 kamienną renesansową figurę lwa, wykonaną przypuszczalnie w drugiej połowie XVI wieku. Zgodnie z tradycyjnym przekazem rzeźba ta miałaby stanowić zdobycz z wyprawy wojennej mieszczan nyskich do Ziębic w 1489.